# Aubrey Cagle
Aubrey Lincoln Cagle (* 17. September 1928 in Lexington, Tennessee; † 3. Januar 2004 in Indianapolis, Indiana) war ein US-amerikanischer Rockabilly-Musiker und Label-Besitzer.

## Leben

### Kindheit und Jugend
Aubrey Cagle wurde am 17. September 1928 als Sohn Erie L. Cagle (* 2. November 1906; † 12. Dezember 1990) und dessen Ehefrau Viola (geborene Britt; * 22. Juni 1909; † 27. Oktober 1996) in der kleinen Gemeinde Lexington im US-Bundesstaat Tennessee geboren und verbrachte seine Kindheit zusammen mit seinen Geschwistern Opal, Frances und Betty auf der elterlichen Farm. Mit elf Jahren kaufte er sich seine erste Gitarre. Das Geld dafür hatte er sich durch Gelegenheitsjobs verdient. Sechs Jahre später gründete er seine erste eigene Band und hatte eine kleine Show bei einem lokalen Radiosender in Jackson, Tennessee. Später war Cagle auch regelmäßig in seiner Heimatstadt bei WDXL zu hören.

### Karriere
1955 zog Cagle nach Indianapolis, Indiana, da er in Tennessee keine Arbeit mehr fand. Aber erst vier Jahre später nahm er für das Label House of Sound  aus Memphis seine erste Platte auf. Bei dieser Session entstanden Want to Be Wanted Blues und Real Cool; begleitet von ortsansässigen Studiomusikern wie Chips Moman (Gitarre) und produziert von Label-Besitzer Chesney Sherod, erschien die Single Ende 1957. Quellen variieren bei dem Aufnahme- und Erscheinungsdatum deutlich. Während Terry Gordon davon ausgeht, dass die House of Sound-Single bereits 1957 erschien, nennt ein Artikel aus dem Magazin New Kommotion  1959 als Datum.
Cagle kehrte schnell nach Indianapolis zurück, wo er auftrat und 1959 oder 1960 zusammen mit seinem Schwager Johnnie James sein eigenes Label Glee Records gründete. Be-Bop Blues / Just For You wurde Cagles erste Single auf seinem neuen Label. Zur selben Zeit spielte er mit Jerry Williams in Tennessee Thompsons Band und ist so als Rhythmus-Gitarrist auf dessen einziger Single zu hören. Mit Williams spielte Cagle auf oft in Indianapolis zusammen, obwohl dieser nicht zu Cagles regulärer Band gehörte.
Bis 1962 spielte Cagle für Glee drei weitere Singles ein, die alle in Nashville mit seiner Band aufgenommen wurden, darunter Come Along Little Girl, Sweet Talkin oder I’ll Find My Way Back to You. Die Bandmitglieder variierten,  Bassist Bill Williams war aber immer mit dabei. Da Cagle 1961 beschlossen hatte, den Künstlernamen „Billy Love“ anzunehmen, wurden seine letzten beiden Singles auch unter diesem Namen veröffentlicht. Cagle dachte, dass DJs sich diesen Namen besser merken könnten. Danach nahm Cagle keine weiteren Singles auf, leitete aber weiterhin sein Label. 1968 starb sein Schwager unerwartet, sodass Cagle Glee Records nun ganz übernahm.
Ende 1977 (Terry Gordon nennt 1972) fand Cagle zwei nie veröffentlichte Master-Aufnahmen von Rock-a-Billy Boy und Bop’n‘Stroll bei sich, die er danach bei Glee veröffentlichen ließ. Die Titel wurden ursprünglich 1959 in der Garage seines Freundes Jan Eden nach der House of Sound-Single aufgenommen.
Cagle spielte in den 1970er-Jahren weiterhin in den Clubs von Indianapolis. Mit seiner Frau Sue (geborene James; 1933–2017) hatte er einen Sohn, Ricky, der Schlagzeug spielte.
Cagle starb am 3. Januar 2004 im Alter von 75 Jahren und wurde am 6. Januar 2004 am Center Ridge Cemetery in seiner Geburtsstadt Lexington beerdigt.

## Diskographie

### Singles
| 1957 (?)                | Real Cool / Want to Be Wanted Blues                             | House of Sound CS 504 |
| 1959 (?)                | Be-Bop Blues / Just For You                                     | Glee 100              |
| 1960                    | Come Along Little Girl / Blue Lonely World                      | Glee 1001             |
| 1961                    | Sweet Talkin / Oh What a Memory (als Billy Love)                | Glee 1005             |
| 1962                    | I’ll Find My Way (Back to You) / My Empty Arms (als Billy Love) | Glee 10010            |
| Unveröffentlichte Titel |                                                                 |                       |
| 1959–1961               | - Bop ‘n‘ Stroll - Cindy Lou - Rock-a-Billy Boy                 | Glee                  |

### Alben
- 2000: Real Cool